# Vsevolod Rauzer
Vsevolod Rauzer, en russe : Всеволод Альфредович Раузер, est un joueur d'échecs soviétique né le 16 octobre 1908 et mort à Léningrad à la fin de l'année 1941 durant le siège de la ville.
Rauzer est un théoricien des ouvertures reconnu, en particulier de la défense sicilienne : l'attaque Richter-Rauzer est nommée en son honneur. On lui doit aussi une contribution importante à l'attaque yougoslave contre la variante du dragon appelée « attaque Rauzer » chez les russophones.